# UTC+08:00
Giờ UTC+08:00 là múi giờ cách Giờ trung bình Greenwich 8 giờ.
Giờ UTC+08:00 là ứng viên khả dĩ cho Giờ chung ASEAN.

## Các giờ
- Giờ chuẩn Tây Úc
- Giờ ở Đài Loan
- Giờ chuẩn Chungyuan
- Giờ chuẩn Trung Quốc
- Giờ Hồng Kông
- Giờ chuẩn Ma Cao
- Giờ chuẩn Malaysia
- Giờ chuẩn Philippines
- Giờ chuẩn Singapore

## Quốc gia/Vùng
- Úc Giờ chuẩn Tây Úc (AWST—Australian Western Standard Time)
  - Tây Úc**
- Brunei
- Cộng hòa Nhân dân Trung Hoa bao gồm Hoa Lục, Hồng Kông và Macau
- Trung Hoa Dân Quốc (Đài Loan)
- Indonesia (miền Trung)
- Malaysia
- Mông Cổ* (phần lớn quốc gia)
- Philippines
- Nga
  - Buryatia*
  - Irkutsk*
- Singapore
- Giờ chuẩn ASEAN